# Nazir Ahmed
Nazir Ahmed (también escrito como Nazir Ahmad), OBE (Lahore, Raj británico, 1 de mayo de 1898-Karachi, Pakistán, 30 de septiembre de 1973) fue un físico experimental pakistaní y director de la Comisión de Energía Atómica de Pakistán entre 1956 y 1960.

## Vida y carrera científica
Nazir Ahmed obtuvo su título de grado en física en el Muhammadan Anglo-Oriental College de Aligarh, que más tarde pasaría a formar parte de la Universidad Musulmana de Aligarh, en 1919. Asistió más tarde a la Universidad de Cambridge, en el Reino Unido, bajo la supervisión de Ernest Rutherford. Allí obtuvo una maestría en 1923 y un doctorado en física experimental en 1925. En 1930, Ahmed volvió a la India, donde fue nombrado asistente de dirección del Technological Laboratory del Comité Central del Algodón de la India, y se convirtió en su director un año más tarde. En 1945, fue nombrado miembro de la Junta de Aranceles de la India. Tras la partición de la India, Ahmed emigró a Pakistán, donde ocupó varios cargos, como secretario adjunto del Ministerio de Economía y de la Junta de Desarrollo de Pakistán. En 1956 se convirtió en el primer director de la Comisión de Energía Atómica de Pakistán hasta 1960.
Ahmed participó en los esfuerzos para construir una planta de agua pesada en Multán, pero la Sociedad de Desarrollo Industrial de Pakistán rechazó su petición. En 1960, pasó al Ministerio de Ciencia y Tecnología bajo la administración del presidente Ayub Khan.
La investigación de Ahmed estuvo centrada principalmente en el campo de la energía (relacionado con los cargos que ocupó), en particular trabajó en fuentes de energía eléctrica y prospección minera y en física atómica y nuclear. Trabajó también para la Oficina Federal de Estadística de Pakistán.

## Distinciones
- Miembro electo de la Academia de Ciencias de Pakistán, 1953-1970.[5]
- El premio Dr. Nazir Ahmad de la Academia de Ciencias de Pakistán fue nombrado en su honor.

## Artículos de investigación
- Tubewell Theory and Practice, impreso en la Academia de Ciencias de Pakistán en 1979.
- Survey of Fuels & Electric Power Resources in Pakistan. Nazir Ahmad (1972).